# Dorte Hilleke
Dorte Hilleke (* 16. oder 17. Jahrhundert in Menden; † nach dem 20. März 1631) trotzte 1631 in den Mendener Hexenprozessen der Folter. Die heutige Stadtbibliothek in Menden wurde am 12. April 1994 nach ihr benannt.

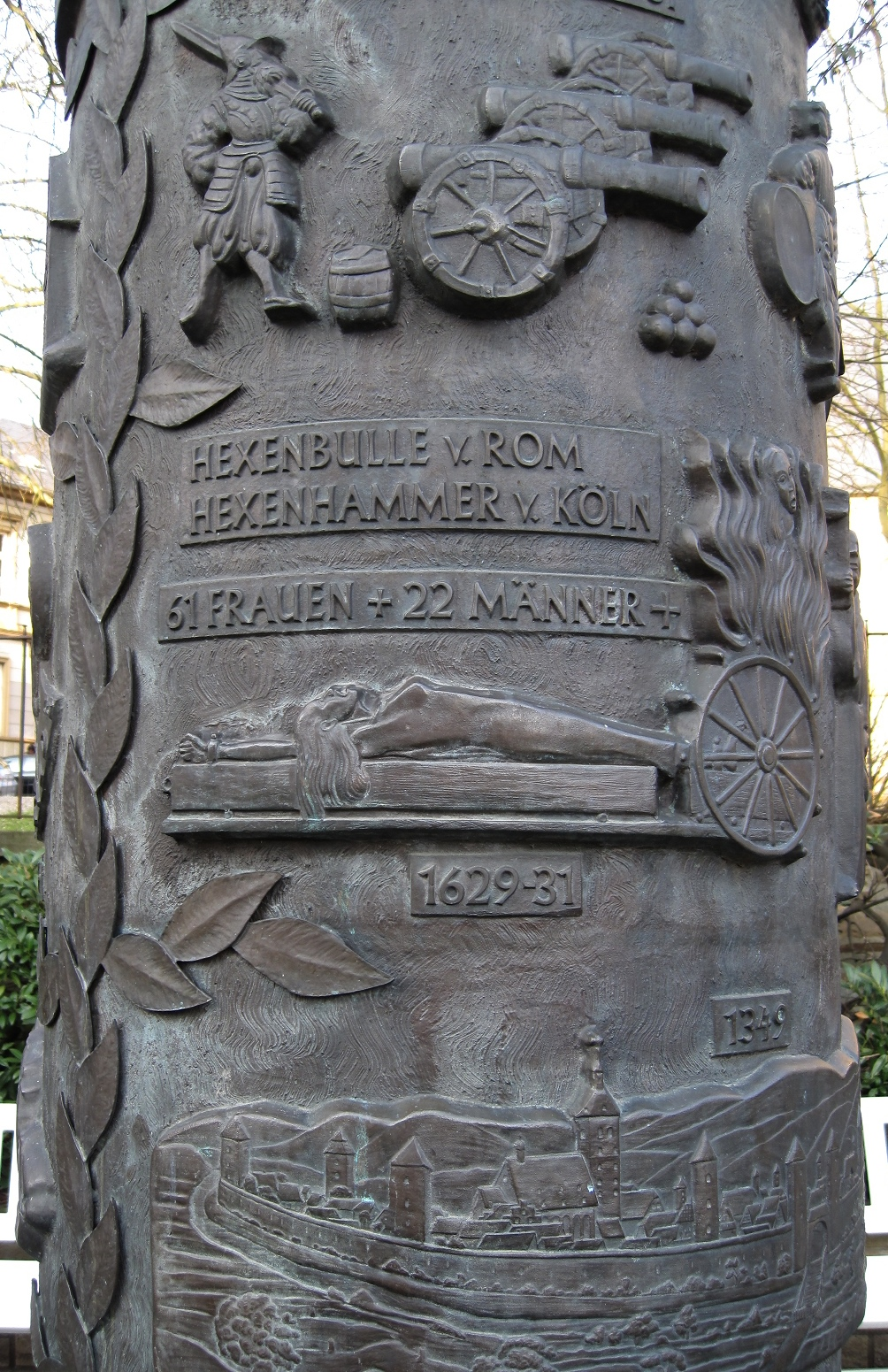
Erinnerung an die Hexenprozesse auf der „Geschichtssäule“ in Menden

Nach den Akten hat die Gefangene bei der Inhaftierung gesagt, das Kreuz möge ihr von Gott auferlegt sein, das wolle sie mit Geduld ertragen. Sie wolle die Wahrheit sagen, niemand zu Unrecht beschuldigen, damit sie an ihrer Seligkeit keinen Schaden leide.
Nach ihrer Verhaftung am 4. März 1631 wurde Dorte Hilleke am 20. März 1631 erneut verhört und zum wiederholten Male gefoltert. Die Akten berichten nichts über den weiteren Verlauf des Prozesses. Eine Hinrichtung wird nicht gemeldet. Es ist daher ungewiss, ob sie aus dem Gefängnis entlassen wurde oder in ihm, eventuell an durch die Folter verursachten Verletzungen, gestorben ist. Dorte Hilleke trotzte als einzige Angeklagte der Folter und zerriss mit ihrem Schweigen die Kette der Denunziationen.
Die Akten der Mendener Hexenprozesse finden sich im Pfarrarchiv der Kirchengemeinde der St. Vincenz-Kirche in Menden.
Der Rat der Stadt Menden hat am 14. Dezember 2011 einstimmig beschlossen, die in Menden verurteilten Opfer der Hexenprozesse zu rehabilitieren.